# Vieja
Vieja – rodzaj słodkowodnych ryb okoniokształtnych z rodziny pielęgnicowatych (Cichlidae).

## Występowanie
Rodzaj Vieja obejmuje gatunki występujące w Ameryce Środkowej.

## Podział systematyczny
Do rodzaju należą następujące gatunki:
- Vieja bifasciata (Steindachner, 1864)
- Vieja breidohri (Werner & Stawikowski, 1987)
- Vieja fenestrata (Günther, 1860)
- Vieja guttulata (Günther, 1864)
- Vieja hartwegi (Taylor & Miller, 1980)
- Vieja maculicauda (Regan, 1905)
- Vieja melanurus (Günther, 1862)
- Vieja zonata (Meek, 1905)